# لانگ بروک
لانگ بروک (به هلندی: Langbroek) یک منطقهٔ مسکونی در هلند است که در ویک بی‌دورستیده واقع شده‌است. لانگ بروک ۲٬۰۷۱ نفر جمعیت دارد و ۴ متر بالاتر از سطح دریا واقع شده‌است.